# Andrzej Górski (immunolog)
Andrzej Górski (ur. 11 sierpnia 1946 we Wrocławiu) – polski naukowiec, immunolog, profesor nauk medycznych, wiceprezes Polskiej Akademii Nauk (2007–2015) oraz rektor Akademii Medycznej w Warszawie (1996–1999).

## Życiorys
W 1970 ukończył studia na Akademii Medycznej w Warszawie. W 1973 uzyskał stopień doktora nauk medycznych na podstawie pracy pt. Test zahamowania migracji leukocytów jako metoda oceny odporności typu komórkowego, a w 1978 stopień naukowy doktora habilitowanego na podstawie pracy pt. Badania nad profilem mediatora limfocytarnego w zespołach pierwotnego i wtórnego niedoboru immunologicznego. W 1988 został profesorem nauk medycznych. Specjalizuje się w zakresie chorób wewnętrznych, immunologii i transplantologii. Zawodowo związany z Akademią Medyczną w Warszawie i następnie Warszawskim Uniwersytetem Medycznym, jest pracownikiem naukowym Instytutu Transplantologii. Od 1993 do 1996 był prorektorem ds. nauki i współpracy z zagranicą, a od 1996 do 1999 rektorem tej uczelni.
W 1998 został członkiem korespondentem, a w 2013 członkiem rzeczywistym Polskiej Akademii Nauk. W latach 2007–2015 był wiceprezesem PAN. W 2003 został członkiem korespondentem, a w 2009 członkiem czynnym Polskiej Akademii Umiejętności. Od 1995 członek korespondent Towarzystwa Naukowego Warszawskiego. W latach 1990–1996 był przewodniczącym Komitetu Bioetyki PAN. Wszedł także w skład Komitetu Bioetyki PAN. Został również profesorem w Instytucie Immunologii i Terapii Doświadczalnej im. Ludwika Hirszfelda PAN, zajmował stanowisko dyrektora tej jednostki (1999–2007). Pełni funkcję redaktora naczelnego periodyku „Archivum Immunologiae & Therapiae Experimentalis”.

## Odznaczenia i wyróżnienia
Odznaczony m.in. Krzyżem Kawalerskim (2000), Oficerskim (2005) i Krzyżem Komandorskim (2011) Orderu Odrodzenia Polski. Wyróżniony tytułem doktora honoris causa Akademii Medycznej we Wrocławiu (2006).